# Dodda Kurubarahalli, Kolar
Dodda Kurubarahalli là một làng thuộc tehsil Kolar, huyện Kolar, bang Karnataka, Ấn Độ.